# 8358 Рікблейклі
8358 Рікблейклі (8358 Rickblakley) — астероїд головного поясу, відкритий 4 листопада 1989 року.
Тіссеранів параметр щодо Юпітера — 3,507.